# Paul Walter Buser
Paul Walter Buser (* 7. Mai 1876 in Basel; † 19. Oktober 1941 in Teufen AR; heimatberechtigt in Zunzgen) war ein Schweizer Lehrer, Gründer von Erziehungsinstituten, Förderer des Tourismus und Politiker aus dem Kanton Aargau im Kanton Appenzell Ausserrhoden.

## Leben
Paul Walter Buser war ein Sohn des Heinrich Buser. 1906 heiratete er Hulda Frieda Widmer, Tochter des Karl August Widmer. Er absolvierte das Lehrerseminar in Wettingen und studierte in der Folge Psychologie, Philosophie und Pädagogik an der Universität Basel. Sein weiterer Bildungsweg führte ihn nach England. Zurück in der Schweiz studierte er Nationalökonomie an den Universitäten Bern und Lausanne.
Nach Abschluss dieser Ausbildungen arbeitete Paul Walter Buser als Lehrer in Italien und an der «Privatschule Concordia» in Zürich sowie als Professor für Volkswirtschaftslehre, Wirtschaftsgeografie und Zollgesetzgebung an der Verkehrsschule St. Gallen. Gemeinsam mit seiner Frau gründete Paul Walter Buser 1908 das «Voralpine Töchterinstitut Buser» in Teufen AR sowie 1929 ein Zweiginstitut, das heutige «Hôtel Préalpina», in Chexbres VD, in welchen er sein Ideal neuzeitlicher Mädchenerziehung verwirklichte. Buser beteiligte sich am Wiederaufbau des «Knabeninstituts auf dem Rosenberg» in St. Gallen. Später gründete er die Schweizerische Vereinigung privater Erziehungsinstitute. 
Politisch engagierte sich Paul Walter Buser von 1923 bis 1929 als Gemeinderat in Teufen und von 1925 bis 1939 als Kantonsrat von Appenzell Ausserrhoden. Von 1930 bis 1941 war er Mitglied der Landesschulkommission. Als Verkehrsfachmann wurde Buser ins eidgenössische Amt für Verkehr gewählt. Er war Gründer und Leiter des «Verbands der appenzellisch-ausserrhodischen Verkehrsvereine» sowie Mitbegründer der Schweizerischen Verkehrszentrale und Mitglied verschiedener Verkehrsverbände.